# Anders Rønnow Klarlund
Anders Rønnow Klarlund, född 1971, är en dansk filmregissör.

## Filmografi
- 1996 – Den attende
- 1999 – Besat
- 2000 – Ved verdens ende
- 2004 – Strings
- 2007 – Hvordan vi slipper af med de andre

Dessutom har han medverkat i några episoder av tv-serien TAXA. 